# Sūduva-Stadion
Das Sūduva-Stadion oder Hikvision Arena, auch bekannt als Marijampolės futbolo arena oder ARVI futbolo arena (2011–2019), ist ein Fußballstadion in der litauischen Stadt Marijampolė.

## Geschichte
Die Anlage wurde mit Hilfe des Fonds der europäischen Union gebaut und am 6. Juli 2008 eröffnet. Es wird hauptsächlich für Fußballspiele verwendet und ist das Heimstadion des Sūduva Marijampolė. Seine Kapazität wurde von 4500 auf 6250 Plätze erhöht, nachdem es im Mai und Juni 2009 für ein Spiel der litauischen Fußballnationalmannschaft und der rumänischen Nationalmannschaft umgebaut werden musste. Ab der Saison 2011 hieß das Stadion ARVI Football Arena, nachdem die ARVI Enterprises Group die Namensrechte dafür gekauft hatte.